# Service de centralisation des études généalogiques et démographiques de Belgique
Le Service de Centralisation des études Généalogiques et Démographiques de Belgique (Association sans but lucratif Société Royale fondée en 1944), plus connu par son abréviation, le SCGD ou S.C.G.D., met à la disposition des chercheurs une série de services les aidant à entreprendre ou poursuivre des recherches généalogiques.
L'association, quoique majoritairement composée de membres francophones, et plus tournée vers Bruxelles et la Wallonie que vers la région néerlandophone, possède un site BILINGUE et des spécialistes capables d'aider dans les trois langues nationales et en anglais.
Cette association propose à ses membres sa très riche bibliothèque (environ 9.000 ouvrages), ses bases de données informatisées, dont un relevé complet exceptionnel des mariages d'ancien régime de toutes les provinces francophones et de Bruxelles.
Les membres ont accès à une collection de 220.000 faire-part de décès et de plus de 2 000 000 d'annonces nécrologiques provenant de toutes les régions du pays. Ils ont également accès en ligne aux 450 derniers numéros de la revue l'Intermédiaire des Généalogistes..

## Publication de l'association
- L'Intermédiaire des généalogistes